# Rêve de fer (émission de télévision)
Ne pas confondre avec le roman de science-fiction Rêve de fer écrit par Norman Spinrad
 (mai 2016).
Si vous disposez d'ouvrages ou d'articles de référence ou si vous connaissez des sites web de qualité traitant du thème abordé ici, merci de compléter l'article en donnant les références utiles à sa vérifiabilité et en les liant à la section « Notes et références ».
Rêve de fer était une émission consacrée au hard rock diffusée dans la célèbre émission d'Antenne 2 Les Enfants du rock le 11 février 1984.

## Histoire de l'émission
Dans cette émission, on retrouvait les tubes hard rock de la période du début de l'année 84 et tous les artistes qui ont marqué le début du Hard comme Led Zeppelin (Black Dog du film The Song Remains the Same) sous une version "Non censurée", des extraits comme Lita Ford, Kiss, Iron Maiden, etc. On retrouvait une interview de Motörhead.

## Clips non censurées
On retrouvait des clips non censurée tels que : Led Zeppelin « Black Dog », Black Sabbath « Trashed » et Motörhead « Shine ». Elles ont été censurées pour cause de violence et de sexualité qui pouvait entrainer le trouble de la sensibilité. Celui de Led Zeppelin on voyait une bataille de cavalier, celui de Black Sabbath des femmes sexy et 2 hommes qui se cassent des bouteilles sur la tête et celui de Motörhead de la violences sur la route (on voyait même couple découvert nue par terre).

## Concerts inédits du groupe Scorpions
À cette période-là, le groupe Scorpions enregistrent un live inédit a Paris-Eldorado spécialement pour Les Enfants du rock où ils chantaient en play-back trois chansons : Coming Home, Big City Nights et Blackout. On avait aussi le plaisir d'avoir vu qu'une seule fois la chanson Dynamite en deux parties enregistré lors du concert de US Festivals 83 servant de générique pour l'émission Rêve de fer. Ce titre n'a jamais été rediffusé depuis et ne figure pas sur le DVD US Festivals 83. Il est donc devenu introuvable de nos jours.